# Интерферометр Физо

Применение интерферометра для контроля плоскостности поверхности

Модификации интерферометра для контроля выпуклых, вогнутых и плоских поверхностей.

Интерферо́метр Физо́ — разновидность многолучевого интерферометра в котором интерференция происходит в промежутке между двумя отражающими поверхностями. Интерферометр Физо часто относят к интерферометрам с общим ходом пучков света, так как до эталонной (полупрозрачной) поверхности пучки распространяются совместно.
Применяется, главным образом, для контроля точности изготовления поверхностей оптических деталей и оптических систем. 
Промышленно в СССР выпускались интерферометры Физо для контроля плоских поверхностей: ИИП-15, ИТ-40, ИТ-70 ИТ-100, ИТ-200; а для контроля выпуклых поверхностей КЮ-153, КЮ-210, КЮ-211, а также универсальный интерферометр ИКД-110 — позволяющий контролировать как плоские, так и выпуклые и вогнутые поверхности. В настоящее время в России выпускается интерферометр «ФТИ-100», оснащенный фазово-сдвиговой системой регистрации интерферограмм, а также интерферометр для контроля плоских поверхностей М200.

## Схема интерферометра
Если эталонную и контролируемую поверхность покрыть зеркальным слоем с коэффициентом отражения около 80—90 %, то вместо двухлучевой интерференционной картины получается многолучевая интерференционная картина высокой контрастности.
Выходящий из источника когерентного излучения пучок лучей фокусируется микрообъективом и преобразуется в расходящийся, который после прохождения светоделителя преобразуется коллимирующим объективом в параллельный пучок. В фокусе микрообъектива часто устанавливают точечную диафрагму, которая являясь фильтром пространственных частот улучшает однородность пучка.
Для контроля плоских и выпуклых поверхностей используются эталонные насадки представляющие собой объектив, последняя поверхность которого, являющаяся эталоном, концентрична его фокальной точке. Эталонная насадка устанавливается за коллимирующим объективом, а контролируемая поверхность устанавливается за эталонной насадкой таким образом, чтобы её центр кривизны совпадал с фокальной точкой эталонного объектива.
Для контроля плоских поверхностей в качестве эталона используется клиновидная пластина, поверхность обращённая к тестируемой поверхности является эталонной поверхностью.
Эталонная и контролируемая поверхности устанавливаются так, чтобы обеспечить автоколлимационный ход лучей в интерферометре. В обратном ходе лучи, отраженные от эталона и контролируемой поверхности, возвращаются обратно через коллимирующий объектив и, отразившись от светоделителя (полупрозрачного зеркала), формируют интерференционную картину полос равной толщины в плоскости оптически сопряженной с плоскостью контролируемой поверхности.